# Frank Socolow

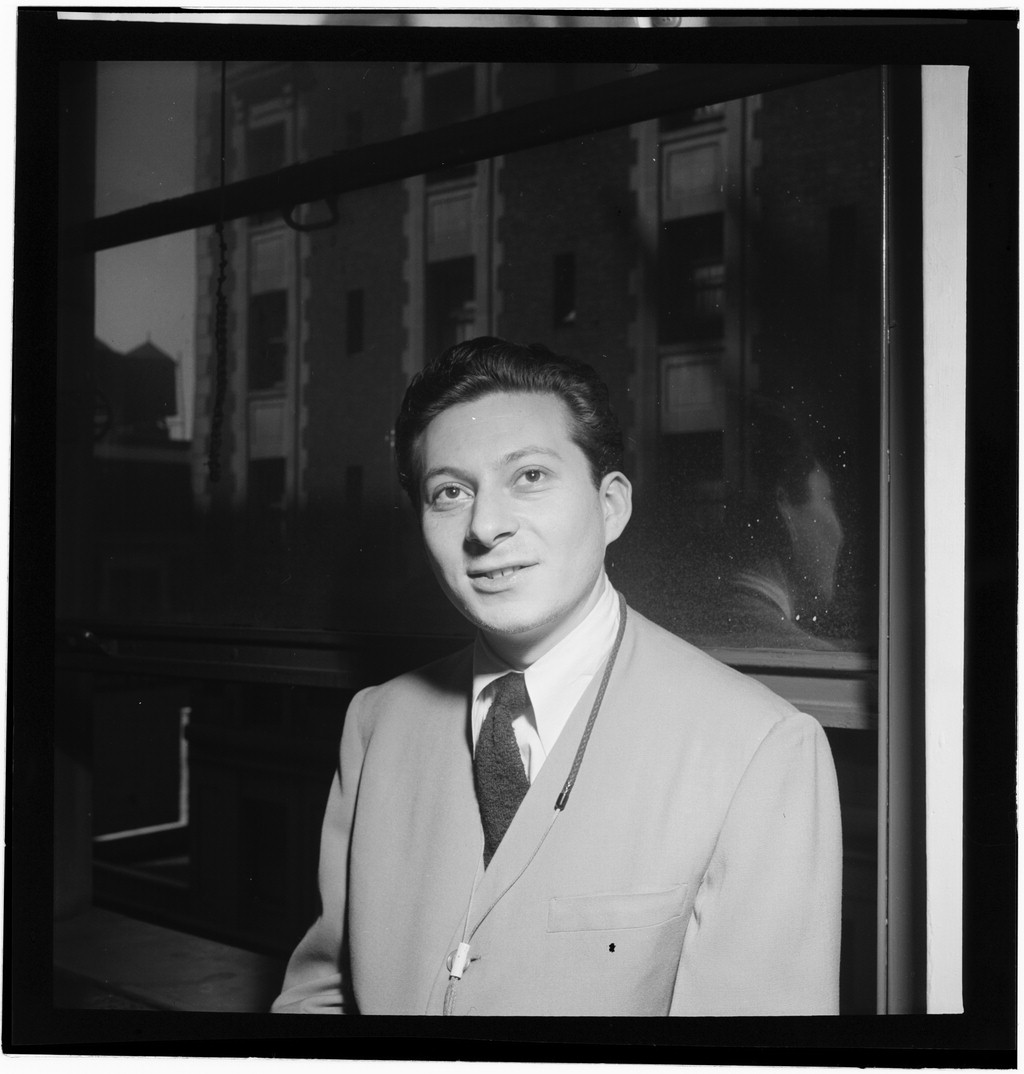
Frank Socolow, 1947

Frank Socolow (* 18. September 1923 in New York; † 30. April 1981 ebenda) war ein US-amerikanischer Jazz-Tenor- und Altsaxophonist des Swing und Modern Jazz.

## Leben
Frank Socolow war in der Übergangszeit vom Swing zum Bebop aktiv. Seine Karriere begann 1941 bei Jack Melvin; danach wirkte er in den Swingbands von Georgie Auld, Ted Fio Rito, Roy Stevens, Van Alexander und Shep Fields. 1944 spielte er erstmals in Boyd Raeburns Orchestra, später erneut im Jahr 1948 und 1956/57, dann in der kurzlebigen Bigband von Buddy Rich sowie bei Chubby Jackson, mit dem er 1947/48 durch Skandinavien tourte. In der Nachkriegszeit nahm Socolow vier 78er-Schallplattenseiten unter eigenem Namen auf, mit Leonard Gaskin, Irv Kluger, Bud Powell und Freddy Webster.
1949/50 war Socolow Mitglied der Artie Shaw Band; in der zweiten Hälfte der 1950er Jahre spielte er in Johnny Richards’ Orchester. Außerdem war er an Schallplattenaufnahmen von Terry Gibbs, Jackie Paris 1955, Raeburn, Rich, Jackson, Shaw und Richards beteiligt. Frankie Socolow nahm 1956 ein Album in Sextett-Besetzung für das Jazzlabel Bethlehem Records auf, an denen Eddie Costa, Eddie Bert, Sal Salvador, Bill Takas und Jimmy Campbell mitwirkten.
Socolow ist von Saxophonisten wie Zoot Sims, Al Cohn, Lester Young und Stan Getz beeinflusst.

## Diskographische Hinweise
- New York Journeyman (Fresh Sound Records, 1945 und 1956) mit Leonard Gaskin, Irv Kluger, Bud Powell und Freddy Webster (1945)